# Comité Paralímpico Nacional de la República Islámica de Irán
El Comité Paralímpico Nacional de la República Islámica de Irán es el comité paralímpico nacional que representa a Irán. Esta organización es la responsable de las actividades deportivas paralímpicas en el país y representa a Irán en el Comité Paralímpico Internacional. Fue fundado el 5 de febrero de 2001 y está reconocido por el Comité Paralímpico Internacional y el Comité Paralímpico Asiático.